# منطقة المورا
المورا رمزها «AL» (بالإنجليزية: Almora)‏ ، هو تقسيم إداري لدولة الهند تتبع ولاية أوتاراخند (بالإنجليزية: Uttarakhand)‏ ، مركزها هو مدينة المورا (بالإنجليزية: Almora)‏ عدد سكانها حسب تعداد سنة 2001 هو 630,567 ، مساحتها 3,082 كم² وكثافة السكان 205 لكل كم² .